# Willie McFaul
William Stewart McFaul, dit Willie McFaul, né le 1er octobre 1943, est un footballeur et entraîneur nord-irlandais, évoluant comme gardien de but.
Il est le sélectionneur de l'équipe de Guam et surtout joueur et entraîneur de Newcastle United. Il est notamment connu pour avoir offert sa première titularisation à Paul Gascoigne.

## Biographie
Willie McFaul remporte deux titres de champion d'Irlande du Nord et une Coupe d'Irlande du Nord avec le club de Linfield. Avec cette équipe, il dispute 4 matchs en Coupe d'Europe des clubs champions lors de la saison 1966-1967.
Il joue un total de 290 matchs en première division anglaise avec le club de Newcastle United entre 1966 et 1975. Avec cette équipe, il remporte une Coupe des villes de foires en 1969.
Willie McFaul reçoit 6 sélections en équipe d'Irlande du Nord entre 1966 et 1973. 
Il joue son premier match en équipe nationale le 22 octobre 1966 contre l'Angleterre (défaite 0-2). Il joue son dernier match le 26 septembre 1973, contre la Bulgarie, dans le cadre des éliminatoires du mondial 1974 (match nul 0-0).

## Palmarès
- Vainqueur de la Coupe des villes de foires en 1969 avec Newcastle United
- Vainqueur de la Coupe anglo-italienne en 1973 avec Newcastle United
- Finaliste de la Coupe d'Angleterre en 1974 avec Newcastle United
- Champion d'Irlande du Nord en 1962 et 1966 avec Linfield
- Vainqueur de la Coupe d'Irlande du Nord en 1962 et 1963 avec Linfield
- Finaliste de la Coupe d'Irlande du Nord en 1962 et 1966 avec Linfield